# Du gewinnst hier nicht die Million bei Stefan Raab
Du gewinnst hier nicht die Million bei Stefan Raab (kurz DGHNDMBSR oder DGHNDM), meist Du gewinnst hier nicht die Million genannt, ist eine deutsche Fernsehshow, die von Stefan Raab moderiert und produziert wurde. 
Die Show wurde wöchentlich vom Sender RTL und vorab im Streamingportal RTL+ ausgestrahlt und kombinierte Unterhaltung, Quiz und Wettbewerb; in jeder Folge hatten Kandidaten die Chance, über verschiedene Quizfragen und Spiele eine Million Euro zu gewinnen.

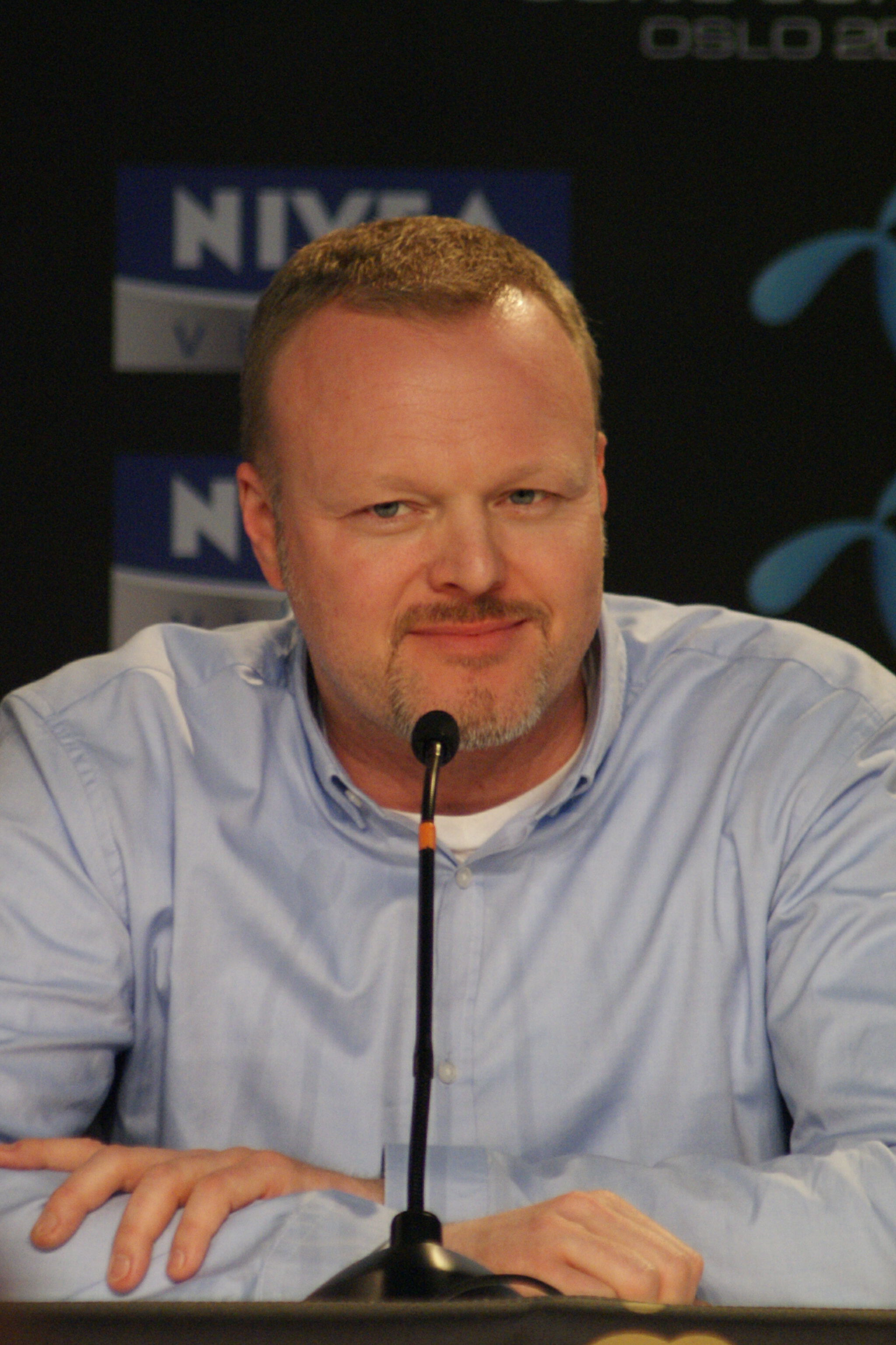
Stefan Raab, Moderator und Gastgeber der Show, 2010

Im Rahmen des Promi-Boxkampfes zwischen Stefan Raab und Regina Halmich kündigte Raab am 14. September 2024 nach langen öffentlichen Spekulationen offiziell seine Rückkehr ins Showgeschäft vor der Kamera an. In dem Event trat er erstmals seit seinem vorläufigen TV-Abschied im Jahr 2015 wieder auf und gab bekannt, nun für fünf Jahre bei RTL unter Vertrag zu stehen. Neben Du gewinnst hier nicht die Million wurden von Raab und RTL zudem weitere Projekte veröffentlicht.
Am 17. September 2024 fand die Aufzeichnung der ersten Folge statt; ihre Veröffentlichung folgte einen Tag später beim Sender RTL+. Mit der Ausgabe vom 11. Juni 2025 wurde die Show eingestellt.

## Konzept und Ablauf
Raab selbst bezeichnete das Konzept der etwa 90-minütigen Show als „erste Entertainment-Quiz-Competition-Hybrid-Show der Welt“. Die Deutsche Presse-Agentur nannte das Konzept der Show eine Mischung aus TV total und Schlag den Raab. Off-Sprecher der Einspieler war Manfred Winkens.

### Stand-up und Kandidatenauswahl
Jede Folge begann mit einem Stand-up von Raab, bei dem er das aktuelle Geschehen in Streaming, Social Media und Fernsehen sowie aktuelle Schlagzeilen satirisch und humoristisch kommentierte. Statt dem aus TV total bekannten „Nippelboard“ nutzte Raab ein „Meme-Pad“ genanntes Smartphone oder Tablet, mit dem er situativ kurze lustige Videoclips einspielen konnte.
Während dieses Teils der Show stellte Raab den Spielkandidaten, von denen zu Beginn der Sendung fünf bereitsaßen, in unregelmäßigen Abständen immer wieder Fragen zum bisherigen Teil und Geschehen der Sendung. Wer am schnellsten buzzerte, korrekt antwortete und als erstes drei Fragen richtig beantwortete, durfte als Spielkandidat das erste Spiel gegen Raab spielen. War die Antwort eines Kandidaten falsch, war dieser bis zur Auswahl eines neuen Kandidaten vorerst für die weiteren Fragen gesperrt; das Fragenprinzip wurde so oft wiederholt, bis einer der Kandidaten drei Punkte erreichte oder nur noch einer übrig blieb.

### Quiz und Aktionsspiele
Hatte sich während des ersten Teils der Show noch kein Spielkandidat qualifizieren können, wurde dieser zunächst durch das richtige Beantworten weiterer Fragen ausgewählt.
Danach begann mit dem ersten Aktionsspiel die Hauptrunde, die aus maximal 12 Spielrunden (jeweils ein Quiz- oder ein Aktionsspiel) bestand. Insgesamt gab es dreimal nacheinander jeweils zwei Quizfragen, gefolgt von einem Spiel, wobei der erste Durchgang eine Schnellraterunde war, in der der Kandidat innerhalb von zwei Minuten insgesamt 12 richtige Antworten geben musste. Beantwortete der Kandidat die Fragen richtig und gewann das Spiel, hatte er das Geld der jeweiligen Gewinnstufe sicher. Abgestuft waren 1.000 Euro, 5.000 Euro sowie 10.000 Euro. Nach dem korrekten Beantworten zweier weiterer Fragen konnte der Kandidat entweder mit 20.000 Euro aufhören oder es folgten zwei Finalspiele und zum Schluss das Spiel um eine Million Euro. Beantwortete ein Teilnehmer eine Quizfrage falsch, oder erreichte nicht die nötigen Anzahl an richtigen Antworten in der Schnellraterunde oder verlor ein Spiel gegen Raab, schied er sofort aus und der Ablauf begann von vorne.
Ein akustisches Signal beendete nach 90 Minuten die Sendung; war eine Runde zu diesem Zeitpunkt noch nicht beendet, kam der Kandidat in der nächsten Ausgabe wieder und spielte weiter. Die Quizfragen wurden von Raab gestellt und hatten ab Runde 3 vier Antwortmöglichkeiten, allerdings ohne Joker. Die Fragen bezogen sich entweder auf Allgemeinwissen oder auch den Stand-up-Teil zu Beginn der Show. In den Spielen traten die Kandidaten gegen Raab selbst an. Durch die Spiele führten in jeder Folge wechselnde prominente Gastmoderatoren bzw. Spielleiter (siehe Episodenliste); kommentiert wurden sie von Cornelius Küpper. Verlor ein Kandidat, wurde von Raab jedes Mal ein Lied angestimmt, das am Schluss gemeinsam vom Publikum mit dem Ausruf: „[du] gewinnst hier nicht die Million“ begleitet wurde.
Vereinzelt sprach Raab auch mit den Gastmoderatoren oder anderen bekannten Gästen über deren aktuelle Projekte. Daneben wurden kleine Aktionen oder Showeinlagen präsentiert.

## Rubriken

### Reportagen
In mehreren Folgen gab es des Weiteren Einspieler, die Raab im Reportage-Stil begleiteten. So wurde er etwa während seiner Vorbereitung kurz vor seinem Boxkampf gegen Regina Halmich, eines Einkaufs bei KiK und dem Entstehungsprozess eines Musikvideos oder dem Gastauftritt bei einem Konzert von Ski Aggu gezeigt. Musikalisch untermalt wurden die Einspieler, wie schon bei den Reportagen bei TV total, mit einer Instrumentalversion von Das kann ja mal passieren von Bürger Lars Dietrich.

### Rückblick des Monats / der Woche
Die Rubrik fasste prägnante Ereignisse in Politik, Medien und Weltgeschehen des vergangenen Monats oder der vergangenen Woche humoristisch in Videoclips zusammen.

### Raab sitzt
Bei Raab sitzt verwickelte Raab mit versteckter Kamera Passanten in der Kölner Innenstadt auf einer Bank sitzend in lustige Gespräche und Situationen oder stellte diesen Quizfragen oder Aufgaben, bei denen man kleine Geldsummen gewinnen konnte. Dieses Format war bereits Teil von TV total.

### Stefan sagt an
In dieser Rubrik erhielten Bewerber für die Show während ihres Vorstellungsgesprächs von Raabs Mitarbeitern ungewöhnliche oder humorvolle Aufgaben oder wurden mit außergewöhnlichen Fragen konfrontiert. Die Mitarbeiter agierten dabei im Auftrag von Raab, der ihnen heimlich Anweisungen gab, ohne dass die Bewerber davon wussten. Eine vergleichbare Rubrik gab es mit Ticketschalter ferngesteuert ebenfalls bei TV total.

### Cerullo & Kleinen: Die Lanz und Precht von RTL+
In dieser Rubrik wurden den Reality-TV-Teilnehmern Marco Cerullo und Calvin Kleinen Fragen zu aktuellen brisanten Ereignissen oder verschiedenen Themen gestellt. Bei diesem Format standen vor allem die teils unwissenden und im persönlichen Slang vorgetragenen Antworten der beiden im Vordergrund.

## Sondersendungen

### Promi-Special
Am 9. April 2025 wurde die erste Sonderausgabe der Show ausgestrahlt, in der Raab erstmals gegen prominente Kandidaten um die Million spielte. Der übliche Stand-up-Teil zu Beginn der Sendung wurde hier gänzlich weggelassen, stattdessen lag der Fokus ausschließlich auf den Spielen und Quiz. Gegen Raab traten Luca Hänni, Mimi Kraus, Paul Janke, Larissa Marolt und Joey Kelly an; Elton führte erneut als Gastmoderator durch die Aktionsspiele.
Eine Woche später folgte eine weitere Ausgabe mit Tom Beck, René Casselly, Thorsten Legat und Björn Werner als Teilnehmern sowie erneut Jan Köppen als Gastmoderator, der bereits in der vierten Ausgabe der Show vom 9. Oktober 2024 die Spielleitung übernommen hatte.

### Tanz in den Mai Special
Am 30. April 2025 zeigte RTL eine weitere Sonderausgabe der Show. Als Gäste traten unter anderem erneut Elton, sowie Malika Dzumaev, Renata Lusin, Massimo Sinató und Anna Burkhardt auf.

### Papstwahl Special
Am 7. Mai 2025 präsentierte Raab die Sonderausgabe Du gewinnst hier nicht das Konklave zur beginnenden Papstwahl und stellte die verschiedenen neuen Amtsanwärter vor. Das Publikum konnte später über seinen Favoriten abstimmen. Die Publikumsstimmen votierten für Pierbattista Pizzaballa.  

### ESC-Special
Im Anschluss an den Eurovision Song Contest 2025 wurde am 21. Mai 2025 eine weitere Sonderausgabe veröffentlicht. Zu Gast waren Laura Wontorra als Spielleiterin und Thorsten Schorn als ESC-Experte. Aufgrund der Ausstrahlung des Endspiels der UEFA Europa League erfolgte die Veröffentlichung zunächst ausschließlich auf RTL+. 

### Stiftung Raabtest
In der Ausgabe vom 4. Juni 2025 testete Raab gemeinsam mit Joachim Llambi humoristisch verschiedene Produkte von Prominenten und Influencern auf deren Qualität und Geschmack. 

### Bachelor-Special
Die letzte Ausgabe der Show vom 11. Juni 2025 stand im Zeichen der RTL-Realityshow Die Bachelors und die Kandidaten Felix Stein und Martin Braun waren zu Gast in der Show. Als Showact trat zudem die Band The Great Leslie auf, die unter Raab bei Chefsache ESC kandidiert hatten.

## Musik
Musikalisch begleitet wurde die Sendung von den Heavytones unter der Leitung von Wolfgang Dalheimer, die bereits 15 Jahre lang bei TV total an Raabs Seite gestanden hatten, und bis zum Sendestart von Du gewinnst hier nicht die Million Teil der Neuauflage von Raabs ehemaliger Show bei ProSieben waren. ProSieben sowie das Produktionsunternehmen von TV total teilten mit, die Band noch bis Jahresende unter Vertrag zu haben, obschon die Band die Show mit Beginn der Produktion von Du gewinnst hier nicht die Million verließ.

## Ausstrahlung und Produktion
Du gewinnst hier nicht die Million wurde zunächst bis zur 14. Ausgabe im Dezember 2024 exklusiv vom Streamingdienst RTL+ gezeigt. Die Veröffentlichung erfolgte mittwochs um 20:10 Uhr, also in direkter Konkurrenz zur auf ProSieben laufenden ehemaligen Raab-Show TV total.
Ab 12. Februar 2025 erfolgte eine Konzeptänderung. Die Sendung wurde seither wöchentlich mittwochs um 20:15 Uhr von RTL ausgestrahlt und erschien zwölf Stunden vor Ausstrahlung bei RTL+. Einzelne Ausschnitte der Show wurden nachträglich auf den YouTube-Kanälen von RTL und RTL+ veröffentlicht.
Die von Raab und Daniel Rosemann gegründete Produktionsfirma Raab Entertainment zeichnete für die Produktion verantwortlich. Die Episoden wurden in der Regel einen Tag vor der Veröffentlichung Live-on-Tape im Studio 1 der EMG Germany GmbH in Hürth aufgezeichnet. Die Studiokulisse war im Stile einer Stadt gehalten, wobei sich in der Mitte ein Schreibtisch befand. Auf der linken Seite des Studios befand sich eine größere freie Fläche, auf der größere Spiele Platz fanden.
Die Show wurde nach der Ausgabe vom 11. Juni 2025 eingestellt. Als Grund hierfür wurden die zuletzt unzureichenden Einschaltquoten der Sendung angeführt, die RTL auf den wenig überzeugenden Hybrid aus Comedy und Wettkampf zurückführte. Stattdessen kündigte der Sender eine neue wöchentliche Show mit Stefan Raab zur gleichen Sendezeit ab Herbst 2025 an, in der man den Fokus nun rein auf Comedy legen werde.

## Folgen und Übersicht der Aktionsspiele

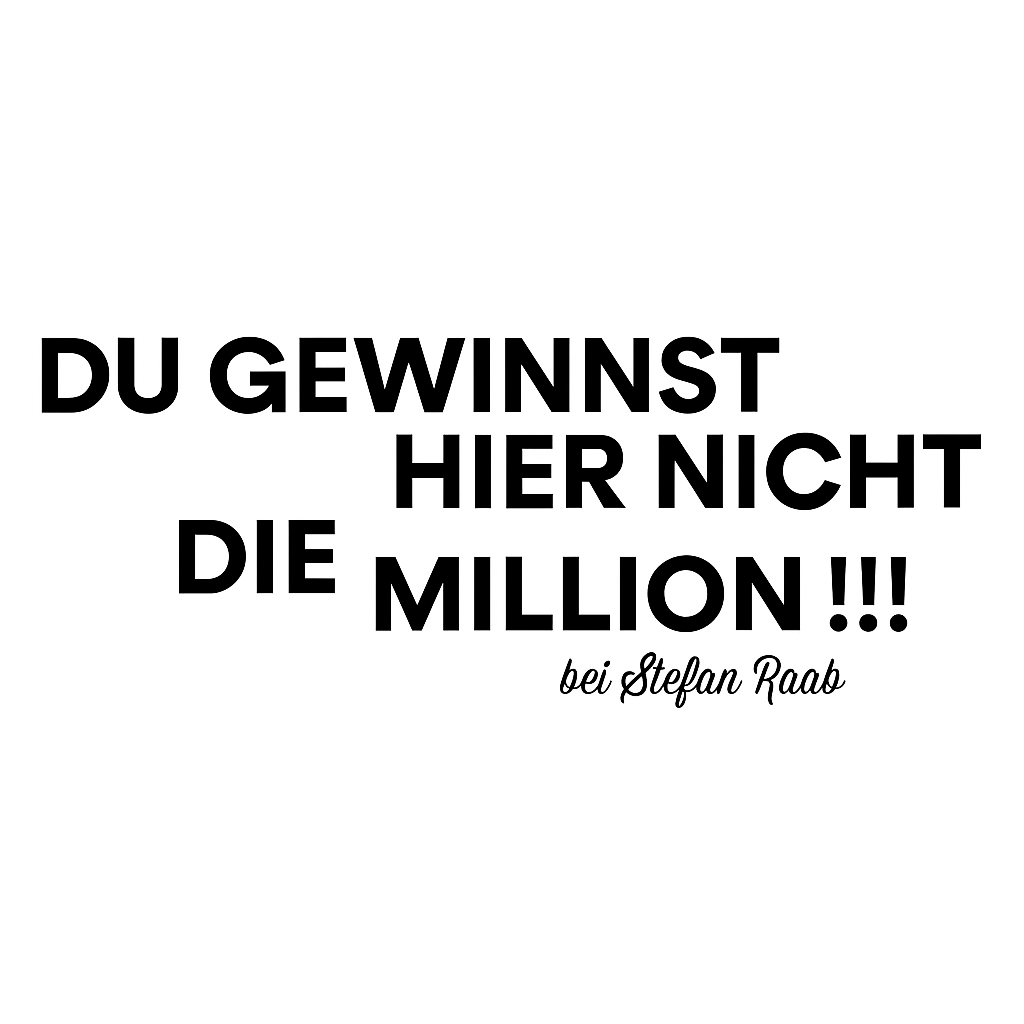
Schriftzug in der Show

## Trivia
- Die Titelmusik der Show wurde bereits für die Sendungen Täglich frisch geröstet sowie Schlag den Besten verwendet.
- In der zweiten Ausgabe der Show hatte Thorsten Legat einen kurzen Gastauftritt und brachte Raab einen Kaffee.
- Im Zuge eines Aufrufs in der Show konnte Raab dem Instagram-Account von Kai Pflaume innerhalb von wenigen Tagen zu 1 Mio. Abonnenten verhelfen.[17]
- In der Ausgabe vom 19. Februar 2025 wurde Raab während eines Spiels mit einem Propeller am Mund getroffen, wodurch er sich selbst versehentlich eine Wunde an der Lippe zuzog.[18]
- Die mehrfache Gewinnerin der deutschen Fechtmeisterschaften Kim Kirschen nahm in der Ausgabe vom 19. März 2025 als Kandidatin an der Show teil und schaffte es bis in die vierte Runde.[19]
- Die Kandidaten Axel und Arthur schafften es als einzige von Raabs Gegnern in der Sendung, eine Gewinnsumme von 5.000 € zu erspielen.
- In der Sonderausgabe zur Papstwahl vom 7. Mai 2025 waren sowohl Raab als auch das gesamte Publikum und die Heavytones in Chortrachten gekleidet.

## Rezeption und Quoten

### Abrufzahlen und Einschaltquoten
Laut RTL sei Du gewinnst hier nicht die Million „der beste Neustart aller Zeiten“ auf dem Streamingportal gewesen. Er habe zum „stärksten Abozuwachs eines Original-Formats“ geführt. Die Nettoreichweite der ersten Folge lag laut AGF bei 0,79 Millionen, womit sie die bislang erfolgreichste „Streaming-Only“-Programmmarke war. Abgerufen wurde die erste Folge laut RTL rund 2 Millionen Mal. Mit der zweiten Folge sank die Nettoreichweite auf 420.000 Zuschauer. Seitens RTL zeigte man sich jedoch trotzdem zuversichtlich und ließ verlautbaren, dass es in ihren Augen gelungen sei, „eine wöchentliche Show auf RTL+ [zu] etablieren, die [...] auch drei Wochen nach dem Start sehr glücklich [machen würde]“ und kündigte „kontinuierliches Raab-Entertainment“ auf dem Streamingdienst an. RTL+ habe mit dem Beginn von DGHNDM eine sechsstellige Zahl an neuen Abonnenten hinzugewonnen. Zwischen dem 11. November und dem 17. November 2024 erreichte das Format noch 0,23 Millionen Abrufe. Nachdem im Januar 2025 seitens RTL angekündigt wurde, die Show künftig auch im linearen Fernsehen auszustrahlen, lobte der PR- und Medienexperte Ferris Bühler diese Programmumstellung als „geschicktes Kommunikationsmanöver“, da der Sender nie explizit ausgeschlossen habe, die Show auch abseits vom zahlungspflichtigen Streamingdienst zu veröffentlichen. Dennoch sei diese Änderung laut Bühler auch eine Reaktion auf die „rückläufigen Abrufzahlen bei RTL+“, könnte aber eine „zweite Chance“ sein, „ein größeres Publikum zu erreichen“, um festzustellen, „ob die Show wirklich Potenzial für eine langfristige Zukunft“ habe. Laut Inga Leschek, der Programmgeschäftsführerin von RTL und RTL+, sei es von Anfang an Teil des Plans mit Raab gewesen, Du gewinnst hier nicht die Million nach der Startphase im Streaming auch ins reguläre Fernsehprogramm zu bringen.
Die Free-TV-Premiere der Show am 12. Februar 2025 erreichte eine durchschnittliche Quote von 1,59 Mio. Zuschauern; davon 800.000 in den Altersgruppen von 14 bis 49 Jahren. Die Show konnte sich einen Marktanteil von 15,5 Prozent sichern. Zuvor hatte der Sender ProSieben die Startzeit von Raabs ehemaliger Sendung TV total, die ursprünglich parallel zu DGHNDM laufen sollte, auf einen späteren Zeitraum verlegt, um einen direkten Konkurrenzkampf zu vermeiden, was dazu führte, dass TV total seine schlechtesten Quoten seit der Neuauflage der Show erreichte. Auch in der Woche darauf konnte sich die Show mit 1,16 Mio. Zuschauern im direkten Konkurrenzkampf mit Germany’s Next Topmodel auf ProSieben behaupten.
| Folge                    | Datum            | Zuschauer | Zuschauer       | Marktanteil | Marktanteil     | Quelle |
| Folge                    | Datum            | Gesamt    | 14 bis 49 Jahre | Gesamt      | 14 bis 49 Jahre | Quelle |
| ------------------------ | ---------------- | --------- | --------------- | ----------- | --------------- | ------ |
| Lineares Fernsehen (RTL) |                  |           |                 |             |                 |        |
| 15                       | 12. Februar 2025 | 1,59 Mio. | 0,80 Mio.       | 6,6 %       | 15,5 %          | [ 30 ] |
| 16                       | 19. Februar 2025 | 1,16 Mio. | 0,61 Mio.       | 4,9 %       | 12,8 %          | [ 31 ] |
| 17                       | 26. Februar 2025 | 1,02 Mio. | 0,55 Mio.       | 4,3 %       | 10,9 %          | [ 32 ] |
| 18                       | 5. März 2025     | 0,85 Mio. | 0,49 Mio.       | 3,6 %       | 10,1 %          | [ 33 ] |
| 19                       | 12. März 2025    | 0,98 Mio. | 0,50 Mio.       | 4 %         | 10,7 %          | [ 34 ] |
| 20                       | 19. März 2025    | 1,11 Mio. | 0,574 Mio.      | 4,2 %       | 11,5 %          | [ 35 ] |
| 21                       | 26. März 2025    |           |                 |             |                 |        |
| 22                       | 2. April 2025    |           |                 |             |                 |        |
| 23                       | 9. April 2025    | 0,96 Mio. | 0,40 Mio.       | 4,2 %       | 8,9 %           | [ 36 ] |
| 24                       | 16. April 2025   | 0,87 Mio. | 0,29 Mio.       | 3,9 %       | 6,7 %           | [ 37 ] |

### Kritiken
Erste Pressestimmen nach der Premiere der Show fielen verhalten aus. Laut t-online mangele es der Sendung an Aktualität. Mit Gags über Personen, „auf deren Kosten er schon vor 20 Jahren Witze gemacht hat“, richte sich die Sendung vor allem an „Männer Ende 50 mit einem Hang zu spätpubertärem Humor“. Die Neue Zürcher Zeitung schreibt, die Sendung bediene primär die Nostalgie von Raab-Fans und sei ein „Recyclingprodukt aus [seinen] früheren Formaten“. Ähnlich sieht es die Berliner Zeitung, bezeichnet die Sendung als „einzigen Nostalgiekäse“. So wirke die Show „angestaubt wie heimelig“. „Alles wie immer“ schreibt auch DWDL.de mit Blick auf Raabs Zeit vor seiner Pause aus dem aktiven Fernsehgeschäft. Das Online-Portal fernsehserien.de schrieb, Raabs Gags seien „mal mehr, mal weniger treffsicher“, kämen bei ihm „aber insgesamt sympathischer rüber als bei seinem TV-total-Nachfolger Pufpaff“ und schrieb Raab trotz seines Alters einen „spitzbübischen Charme“ zu und verglich ihn mit einem „unartigen Schuljungen, [dem] man […] auch bei deftigeren Sprüchen nicht wirklich böse sein kann“. Im direkten Vergleich zur Neuauflage von TV total habe „Raabs Team eine kreativere und auch lustigere Idee zur Verarbeitung“ und Raabs Motivation während der Sendung, die man „[in] den letzten Jahren vor seinem vorläufigen Abschied nur noch selten erlebt“ habe, wurde positiv hervorgehoben.